# Makiyamaia mammillata
Makiyamaia mammillata is een slakkensoort uit de familie van de Clavatulidae. De wetenschappelijke naam van de soort is voor het eerst geldig gepubliceerd in 1961 door Kuroda.